# Angela Michelis
Angela Michelis (Cuneo, 1964) è una saggista e docente italiana.

## Biografia
Angela Maria Michelis è una professoressa e saggista italiana, specializzata in filosofia morale e teoretica. Laureata in Filosofia presso l'Università di Torino, ha conseguito il dottorato in Filosofia ed Ermeneutica Filosofica nel 2006, con una tesi che includeva la trascrizione e la traduzione italiana dell'inedito Problems of Freedom di Hans Jonas. Di quest'autore, Michelis pubblicherà una delle principali monografie in Italia.
Attualmente è docente presso il Liceo Statale “G. Peano - S. Pellico” di Cuneo e tiene corsi di Antropologia Filosofica come professore a contratto presso l'Università di Torino.
Oltre alla sua attività didattica, dal 2020 Michelis è presidente del Centro Studi sul Pensiero Contemporaneo (CeSPeC),  un centro di ricerca che promuove una riflessione interdisciplinare sull’etica applicata e le relazioni tra religione e sfera pubblica. Il CeSPeC riunisce giovani studiosi, ricercatori e cittadini attraverso iniziative come la Summer School, giunta nel 2024 alla sua XVII edizione.
Michelis è inoltre presidente del Club per l'UNESCO di Cuneo, il club più antico della Federazione Italiana dei Club per l'UNESCO (FICLU), con cui ha realizzato diversi progetti educativi e culturali legati all'Agenda 2030 delle Nazioni Unite. 
Michelis è membro del comitato direttivo di Persona al Centro, un’associazione che valorizza il pensiero personalista, promuovendo il rispetto della dignità umana e una riflessione sull’etica della persona.
Fa parte del comitato scientifico del Centro Studi Filosofico-religiosi "Luigi Pareyson" e del Centro Studi Filosofici di Gallarate, oltre ad essere membro della Società Filosofica Italiana.
Nel corso della sua carriera, ha partecipato a numerosi progetti di ricerca nazionali e internazionali, collaborando in particolare con varie università del Brasile, dove è membro emerito della Associação Nacional de Pós-Graduação em Filosofia.
Dal 2023, Michelis è segretaria della redazione nord-occidentale della rivista nazionale Filosofia e Teologia, con la quale collabora dal 1998. Dal 2022, è membro della redazione degli Annali del Centro Studi Filosofici di Gallarate e, dal 2021, della rivista Lessico di Etica Pubblica. Fa parte del comitato scientifico di diverse riviste internazionali, tra cui la Rivista di Studi Italiani e il Journal of Humanities & Arts di ATINER. Inoltre, dal 2015, è attiva in vari comitati editoriali e scientifici in Brasile, collaborando con riviste come Aufklärung, Pensando e Problemata. Dal 2020, è membro del comitato scientifico della collana Filosofia della Persona di Mimesis.

## Libri
- Incorporazioni. Prospettive storiche e teoriche, a cura di A. Michelis e F. Pisano, Edizioni ETS, 2024. ISBN  9788846770271.
- Angela Michelis, Libertà e responsabilità. La filosofia di Hans Jonas, Città Nuova, 2007. ISBN 9788831101509.
- Angela Michelis, Carlo Michelstaedter. Il coraggio dell'impossibile, Città Nuova, 1997. ISBN 9788884200969.
- Eredità di Carlo Michelstaedter, introduzione di A. Michelis, cura di S. Cumpeta e A. Michelis, Forum Editrice Universitaria Udinese, 2002. ISBN 88-8420-096-2.
- Carlo Michelstaedter, Sfugge la vita. Taccuini e appunti, introduzione e cura di A. Michelis, Trascrizione dai manoscritti e note di R. Allais. Nino Aragno Editore, 2004. ISBN 9788884191762.
- E sotto avverso ciel luce più chiara. Carlo Michelstaedter tra nichilismo, ebraismo e cristianesimo, a cura di S. Sorrentino e A. Michelis, Città Aperta, 2009. ISBN 978-8881374199.
- Hans Jonas, Problemi di libertà, a cura e introduzione di E. Spinelli in collaborazione con A. Michelis, Nino Aragno Editore, 2010. ISBN 9788884194442.
- Carlo Michelstaedter, Le confessioni e la turba goriziana, a cura di A. Cavaglion e A. Michelis, Nino Aragno Editore, 2010. ISBN 9788884194862.
- Humanitas, n. 5/2011, numero monografico su Carlo Michelstaedter, a cura di A. Michelis, Morcelliana, 2011. ISBN 9788837225476.
- Marcel Proust e Carlo Michelstaedter, Lessico famigliare. Questionari e confessioni, a cura di A. Cavaglion e A. Michelis, Nino Aragno Editore, 2014. ISBN 9788884196996.